# Pyongan du Nord
Le Pyongan du Nord, ou Phyŏngan du Nord, (en coréen : 평안북도, P'yŏngan-pukto, /pʰjʌŋ.an.buk̚.t͈o/) est une province de la Corée du Nord, située au nord-ouest du pays, et longeant la Chine sur sa frontière nord. Sa capitale de province est la ville de Sinŭiju. Il a été créé en 1896 lors de la division de la province du Pyongan et a perdu le Chagang en 1949. En 2002, il a été projeté de créer une région administrative spéciale de Sinŭiju.

## Histoire
En 1018, la bataille de Kuju à Kusong fut une victoire décisive du royaume de Goryeo sur les Liao. En 1231, la bataille d'Anbuk-bu opposa les troupes de Goryeo à une armée mongole près du pont de Uiju.

## Géographie

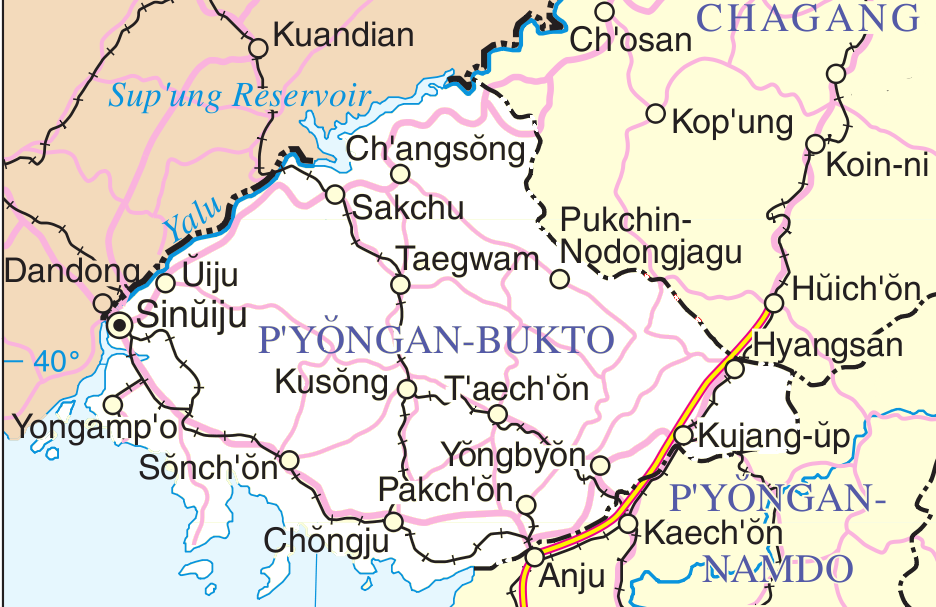
Carte détaillé de la province de Pyongan du Nord (Corée du Nord)

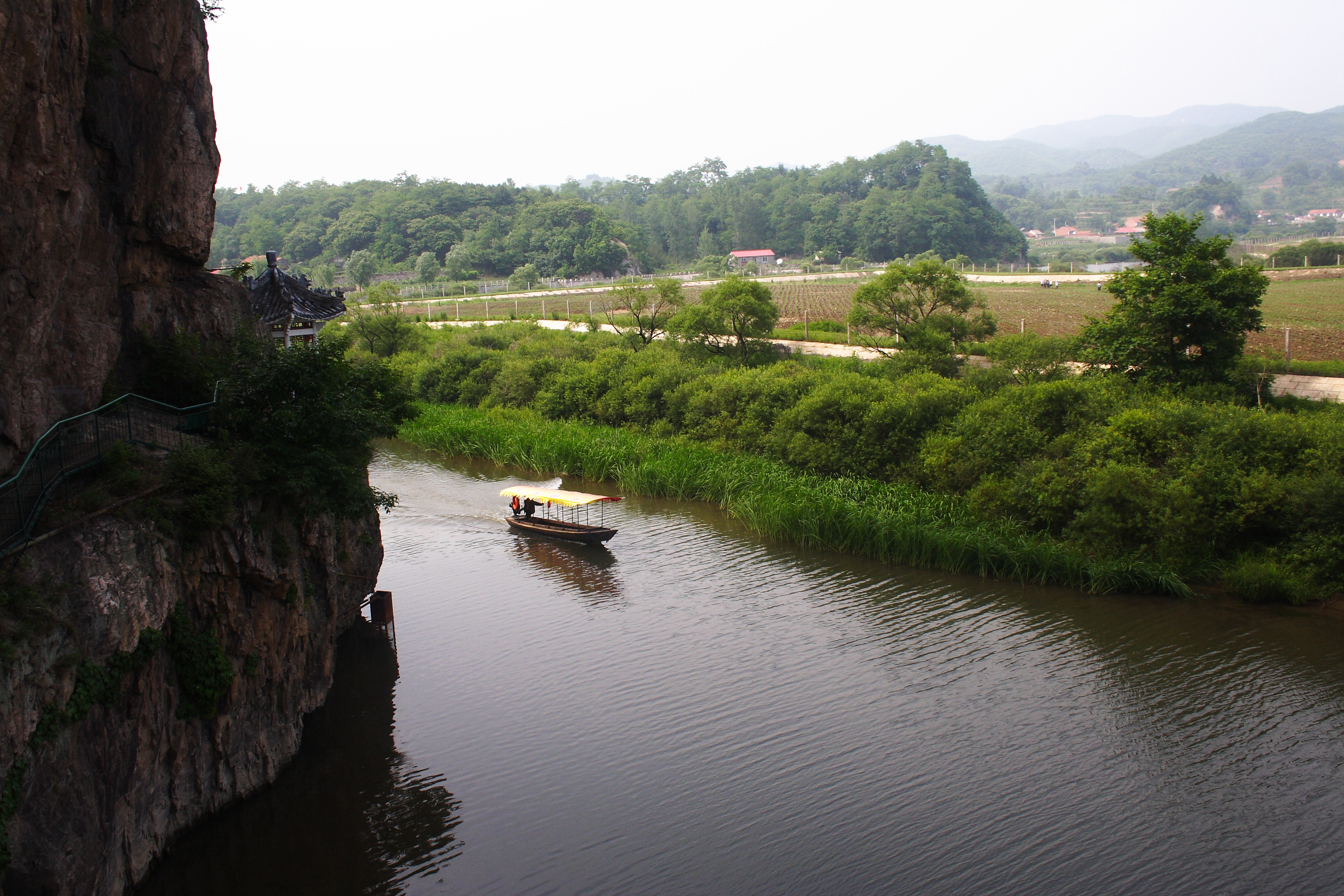
Le Yalou marque la frontière avec la Chine (à gauche)

Le fleuve Yalu forme la frontière nord avec la province du Liaoning en Chine. Le Pyongan du Nord est aussi limitrophe du Jagang à l'est, du Pyongan du Sud au sud et de la mer Jaune au sud-ouest. La côte est découpée et comprend de nombreuses iles dont l'archipel de Pansong et l'ile de Sinmi, la plus grande ile du pays. Le Pyongan du Nord est peuplé de 2 728 662 habitants. Les chiffres de population donnés sont ceux du recensement de 2008. Il est divisé en trois villes (si) et vingt-deux arrondissements (gun) :
- Sinuiju (신의주시, 359 341 habitants) 
Son nom signifie le nouveau (Sin) Uiju. Ce port s'est développé durant l'occupation japonaise (1910-1945) près du pont ferroviaire sur le Yalou menant à la nouvelle ville chinoise de Dandong.
- Kusong (구성시, 196 515 hab.) 
Cette ville est située au centre de la province. On peut y voir le château de Kuju datant du temps de Koryo (918-1392). Sa zone administrative s'étend sur un large territoire de 667 km2, dont 22 % est cultivé et 64 % recouvert de forêt.
- Chongju (정주시, 189 742 hab.) 
C'est un port sur la mer Jaune dans le sud de la province. Qualifié d'arrondissement (gun) jusqu'en 1994, il a alors été promu au rang de ville. La région est célèbre pour ses noisettes.

Arrondissements :
| - Sakju (삭주군), 159 707 hab. - Kujang (구장군), 139 337 hab. - Ryongchon (룡천군), 135 634 hab. - Sonchon (선천군), 126 350 hab. - Nyongbyon (녕변군), 113 852 hab. - Yomju (염주군), 113 620 hab. - Phihyon (피현군), 110 637 hab. - Uiju (의주군), 110 018 hab. | - Thaechon (태천군), 108 894 hab. - Tongrim (동림군), 104 614 hab. - Unsan (운산군), 102 928 hab. - Unjon (운전군), 101 130 hab. - Pakchon (박천군), 98 128 hab. - Kwaksan (곽산군), 97 660 hab. - Cholwon ou Cholsan (철산군), 85 525 hab. | - Taegwan (대관군), 69 565 hab. - Hyangsan (향산군), 52 350 hab. - Chonma (천마군), 50 462 hab. - Pyokdong (벽동군), 35 601 hab. - Tongchang (동창군), 28 665 hab. - Changsong (창성군), 26 577 hab. - Sindo (신도군), 11 810 hab. |  |

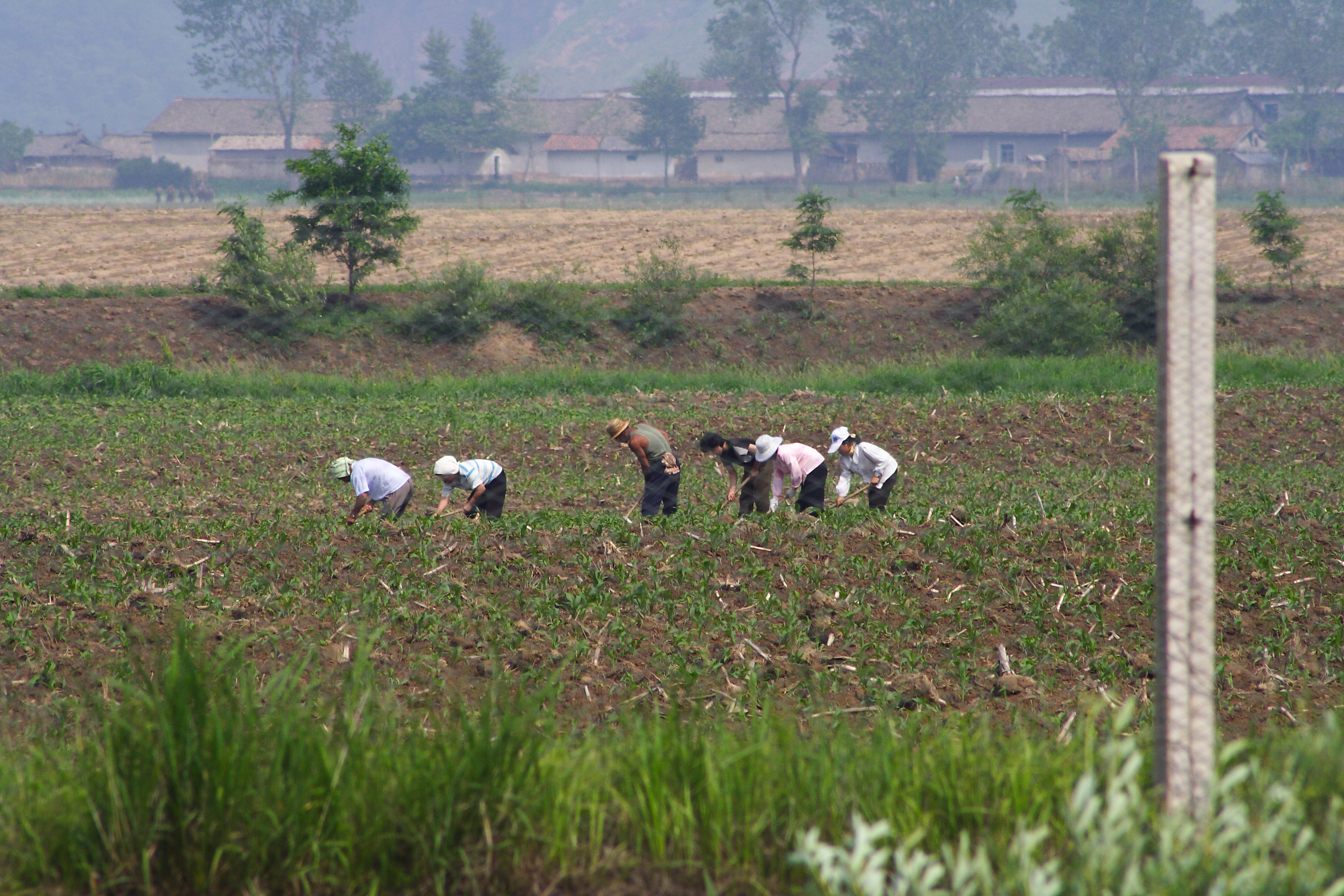
Des cultivateurs à Uiju

Sindo est un archipel à l'embouchure du Yalou. C'est le point le plus à l'ouest de la Corée. Une bonne partie du terrain a été gagné sur la mer. La culture des roseaux pour l'industrie textile de Sinuiju et la culture des huitres sont importantes. 

## Patrimoine

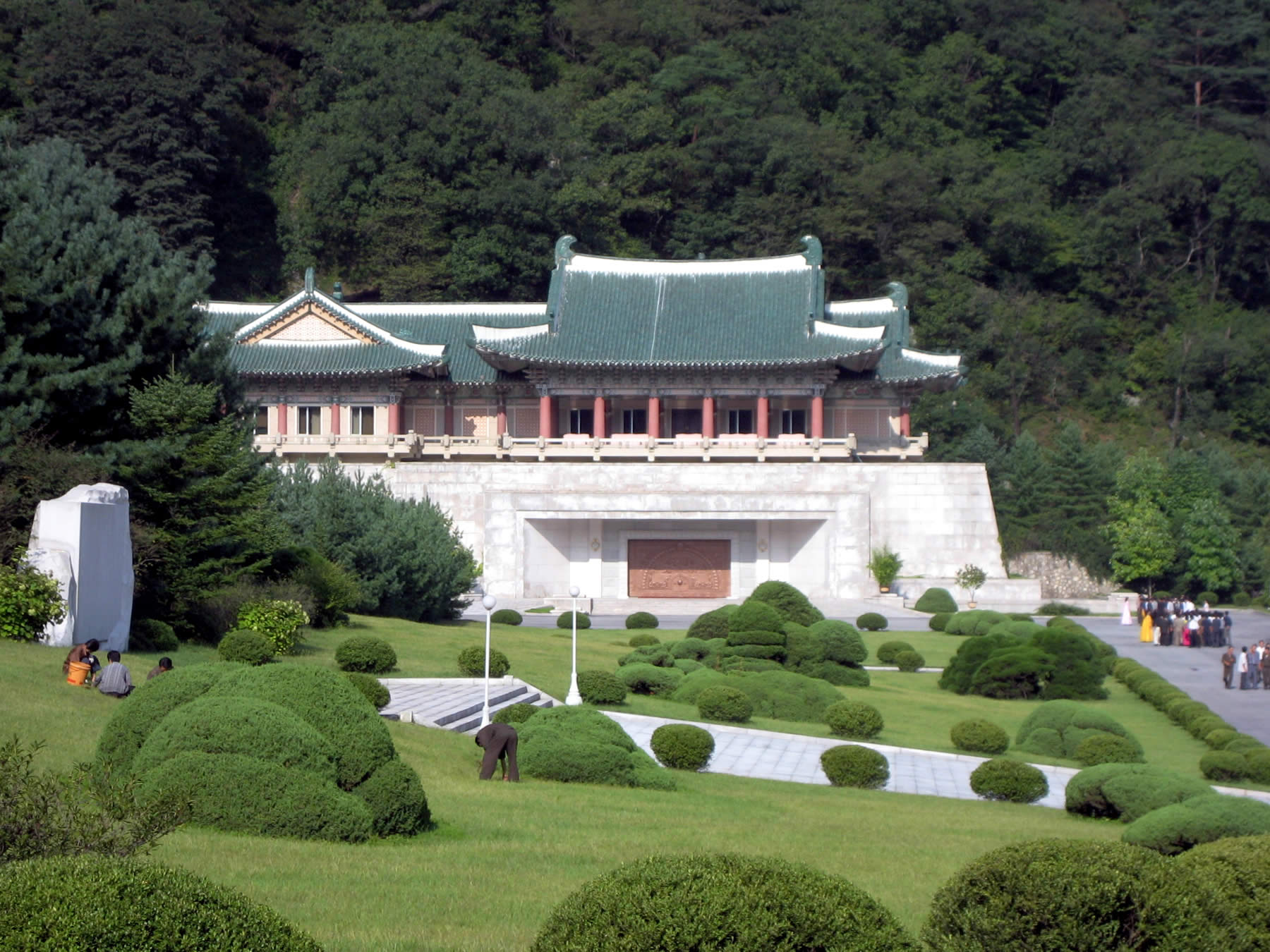
Le bâtiment de l'Exposition internationale de l'amitié

29 monuments de la province ont été classés en tant que trésors nationaux. Ce sont des temples bouddhistes, des forteresses, des châteaux, des pavillons et des pagodes. Pohyonsa, le temple de Pohyon situé dans les monts Myohyang dans l'arrondissement de Hyangsan, est visité particulièrement souvent. Ces montagnes renferment également le salon d'exposition internationale de l'amitié qui abrite les cadeaux offerts à la Corée du Nord.
Le centre de recherche nucléaire de Yongbyon (Nyongbyon) est le principal centre de production des armes nucléaires du pays.

## Personnages célèbres
- Son Ki-chong (1914-2002), marathonien, premier champion olympique coréen en 1936 et symbole de la résistance aux Japonais
- Ham Seok-heon, (1901-1989), le Gandhi coréen
- Choi Yong-kun (1900-1976), président de l'assemblée populaire suprême
- Kim Gye-gwan, né en 1943, vice-ministre des Affaires étrangères
- Baek Sok (1912-1995), poète utilisant le dialecte du Pyongbuk
- Kye Yong-mook (1904-1961), écrivain